# Демпстер, Томас
Томас Демпстер (англ. Thomas Dempster; 23 августа 1579 года, Абердиншир — 6 сентября 1625 года) — шотландский учёный и историк.
Родившись в аристократической семье в Абердиншире, который составлял часть Шотландских Высот и Шотландских Низин, он был послан за границу для обучения. Демпстеры были католиками в преимущественно протестантской стране и имели репутацию скандалистов. Брат Томаса Джеймс, сбежав от нападок отца, провёл несколько лет в качестве пирата на северных островах, поступил волонтёром на военную службу, однако был демобилизован за несоблюдение субординации. Отец Томаса потерял семейное состояние и был обезглавлен за подлог.
По этим, а также по политическим и религиозным соображениям в елизаветинские времена произвола Томас не имел возможности вернуться на родину, нанося туда редкие визиты. Свой необычный и впечатляющий взлёт и интеллектуальную мощь он смог продемонстрировать только в качестве профессора во Франции и Италии, переезжая с места на место с рядом колоритных личных инцидентов, в которых он дрался на дуэли или выступал против служащих юстиции. Однако он получил покровительство Великого князя Этрурии Козимо II, который уполномочил его написать работу об этрусках. Три года спустя Томас вручил ему magnum opus, рукопись De Etruria Regali Libri Septem, «Семь книг о Королевской Этрурии» на латинском языке, первое детальное исследование каждого аспекта этрусской цивилизации, рассматриваемое как блестящая работа. В 1723 году Томас Коук предпринял её улучшенное издание. Оригинал рукописи хранится в библиотеке Коука в Холкэме.

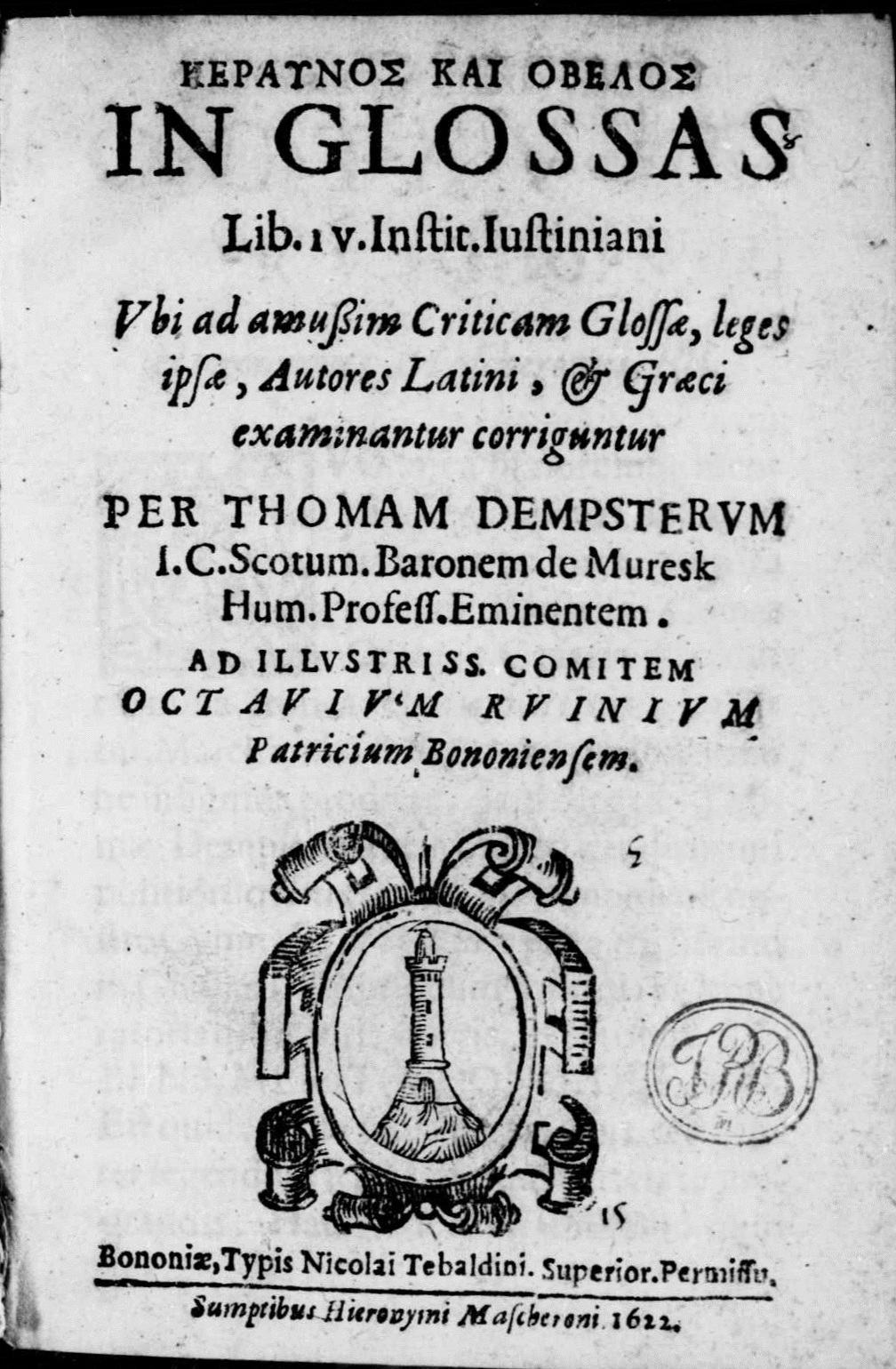
Keraunos kai obelos in glossas librorum quatuor Institutionum, 1622